# تیراندازی ۲۰۱۶ مرکز خرید کسکید
در روز جمعه ۲۳ سپتامبر ۲۰۱۶ ساعت ۶:۵۸ بعد از ظهر به وقت محلی در جریان تیراندازی مرکز خرید کسکید (انگلیسی: Cascade Mall shooting) در برلینگتون ایالت واشینگتن چهار زن کشته شدند و مردی نیز که به شدت زخمی شده بود ساعتی بعد در بیمارستان جان داد. برلینگتون در ۱۰۰ کیلومتری سیاتل مرکز ایالت واشینگتن واقع شده است.
به گزارش روزنامه «سیتل‌تایمز» یکی از کشته‌شدگان حمله شامگاه جمعه، دختری ۱۶ ساله بود که پیشتر به بیماری سرطان مبتلا بوده است.

## عامل تیراندازی
عامل تیراندازی ارجان چتین (Arcan Cetin) زاده ترکیه است و ۲۰ سال سن دارد و اجازه اقامت دائم قانونی در ایالات متحده آمریکا را نیز دارد. بر پایه اطلاعات صفحه فیس‌بوک چتین، که توسط رسانه‌های محلی منتشر شده است او اهل آدانا در جنوب ترکیه است. ناپدری وی گفته که او دارای سابقه بیماری روانی است.

## بازداشت عامل تیراندازی
چتین در منطقه «اوک هاربر» که ۳۰ کیلومتر با محل وقوع تیراندازی فاصله داشت بازداشت شده.

## انگیزه و هدف
یادداشت‌هایی که چتین در اینترنت منتشر کرده حاوی اشاراتی به یک قاتل زنجیره‌ای، آدولف هیتلر و همچنین تصاویری از ابوبکر البغدادی، رهبر گروه موسوم به دولت اسلامی و رهبر ایران آیت‌الله خمینی است.